# 丸又商店
株式会社丸又商店（まるまたしょうてん）は、愛知県知多郡武豊町里中152に本社を置く醸造メーカー。武豊町の大足地区には、丸又商店も含めて複数の醸造メーカーの醸造蔵が並んでいる。

## 年表
- 文政12年（1829年） - 創業。
- 1924年（大正13年）4月15日 - 合資会社を設立。
- 2011年（平成23年）5月16日 - 合資会社から株式会社に組織変更。

## 歴史
知多郡武豊町を含む知多半島では、歴史的に日本酒・味噌・みりんなどの醸造業が盛んであり、明治時代には千葉県の銚子や兵庫県の竜野と並んで「三名醸郷」（じょうごう）とされた。武豊町の中でも丸又商店（丸又味噌醸造場）と青木醸造工場の2社は江戸時代から続く長い歴史を有している。
天保14年（1843年）2月、4代目出口又右衛門によって丸又商店が創業された。ただし、公式サイトでは創業年を文政12年（1829年）としている。1886年（明治19年）3月の武豊線（現在のJR武豊線）開通、1899年（明治32年）の武豊港の開港場指定などを経て、武豊町の産業は近代化が進んだ。1924年（大正13年）4月15日、6代目出口又右衛門（正蔵）の代には個人経営から会社経営に改め、合資会社が設立された。2011年（平成23年）5月16日、9代目出口智康の代に合資会社から株式会社に組織変更した。

## 商品
有機認定を受けた「オーガニックたまり」などの商品もある。有機農法で育てられた大豆を使っており、小麦粉を一切使用していないため、小麦粉アレルギーの人やスポーツ選手に好まれている。丸又商店の商品はヨーロッパなど海外にも輸出されている。
- たまり醤油
- タレ
- ポン酢